# Henryk Zvi Luft

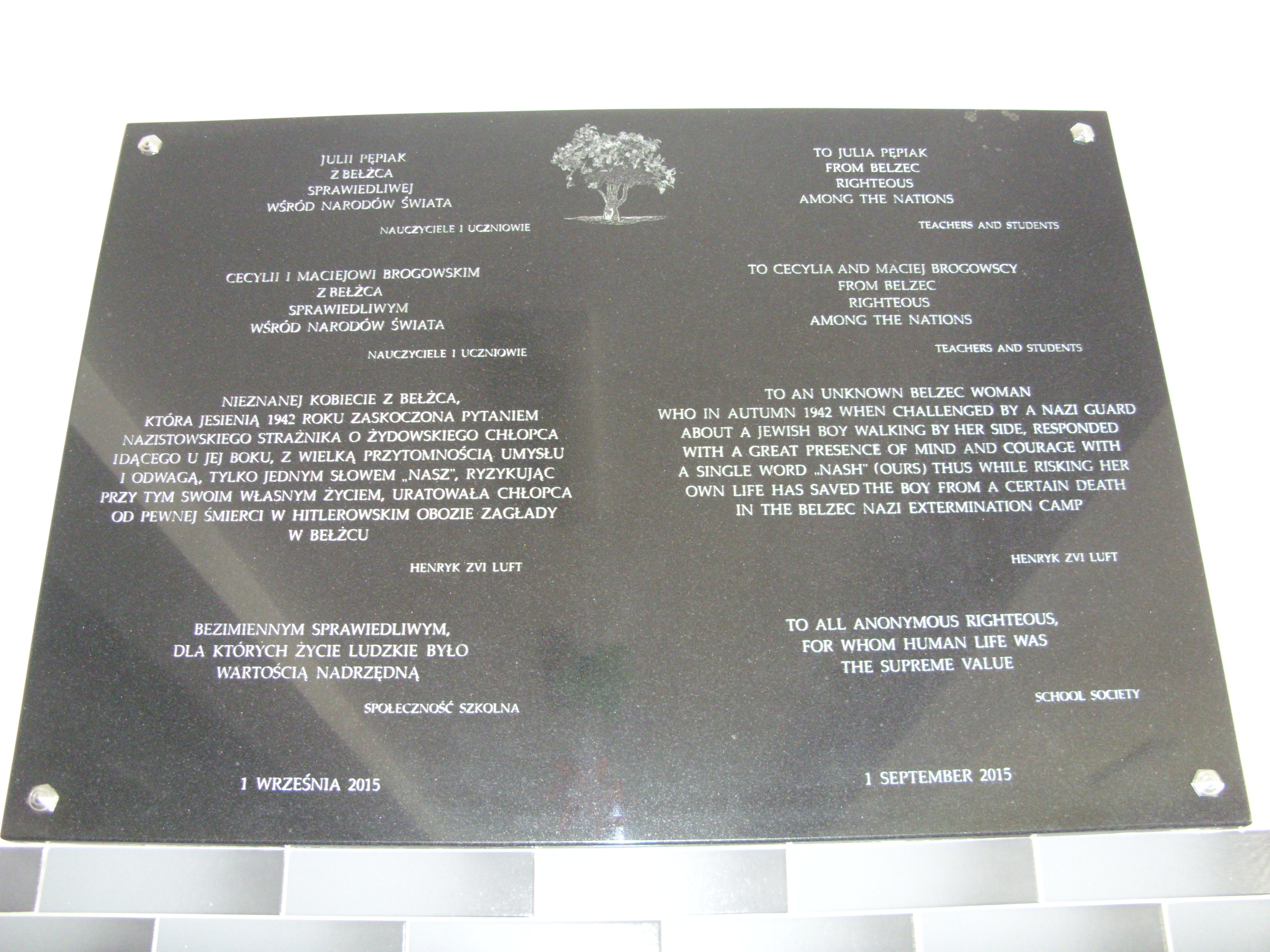
Tablica Sprawiedliwi wśród Narodów Świata z Bełżca w szkole w Bełżcu; Henryk Zvi Luft był jednym ze współfundatorów tablicy, upamiętniając ratującą go od śmierci nieznaną kobietę z Bełżca

Henryk Zvi Luft (ur. w okolicach Lwowa, zm. w 2019) – polski Żyd, jedna z osób którym udało się ocaleć przed śmiercią w niemieckim obozie zagłady w Bełżcu w czasie II wojny światowej i Holocaustu.
Henryk Zvi Luft czasie II wojny światowej był kilku-kilkanastoletnim chłopcem. Jesienią 1942 był wieziony w transporcie śmierci do niemieckiego obozu zagłady w Bełżcu SS-Sonderkommando Belzec. Udało mu się uciec z wagonu pociągu w Bełżcu. Dwóch jego kolegów Niemcy zastrzelili. Henryk zapukał do domu nieznanych mu ludzi. Pomocy udzieliła starsza kobieta z Bełżca, która dała mu chleba i ciepłego mleka oraz wskazała drogę do Rawy Ruskiej gdzie miał rodzinę, do której chciał iść. Kolejna, nieznana z imienia kobieta z Bełżca, uratowała Henryka Zvi Lufta przed śmiercią w obozie zagłady w Bełżcu, gdy ryzykując swoim życiem, powiedziała do kontrolujących ich na ulicy hitlerowskich SS-manów z załogi obozu zagłady, że Henryk Luft jest z jej rodziny.
Tak opowiadał o tych wydarzeniach sam Henryk Zvi Luft: „Ze Lwowa przyjechaliśmy nad ranem, udało mi się wyśliznąć z wagonu, razem ze mną dwóch innych wyrostków. Oni pobiegli w jedną stronę i zostali zastrzeleni na miejscu, mnie się udało. Zapukałem do okna. Otworzyła mi starsza kobieta, dała chleba i ciepłego mleka. Pokazała, jak dojść do Rawy Ruskiej – tam mieliśmy krewnego aptekarza. Po drodze spotkałem chłopa z furmanką, na pytanie, czy daleko do Rawy, powiedział – wsiadaj. Obudziłem się przy tych samych torach kolejowych w Bełżcu. Kazał mi po prostu zejść z wozu i pojechał. Cudem nadeszła kobieta z dwiema bańkami mleka, złapałem za jedną i idę. Na pytanie ukraińskich policjantów odpowiedziała – to nasz. To mnie uratowało. Długo by opowiadać. Ale po co do tego wracać”.
Historyk Stanisław Obirek na oficjalnej stronie Fundacji Edukacja Przyszłości, podaje, że jego przyjaciel Henryk Zvi Luft przedostał się potem na Węgry. Następnie pojechał do Palestyny. Walczył o Izrael, gdzie osiadł i mieszkał. Jego żoną była autorka sztuk teatralnych Ilana Luft. Miał dwóch synów.
W 2005 roku, w Muzeum i Miejscu Pamięci w Bełżcu Henryk Zvi Luft spotkał się z młodzieżą, gdzie opowiadał o swoich przeżyciach wojennych.
Henryk Luft powracał do Bełżca, próbując odszukać dom i poznać nazwiska kobiet, które ocaliły mu życie, ale bez powodzenia.
W 2015 roku Henryk Zvi Luft brał udział w uroczystości nadania patrona Gimnazjum w Bełżcu imienia Sprawiedliwych Wśród Narodów Świata. Odsłonięto wówczas tablicę pamiątkową ku czci Sprawiedliwych wśród Narodów Świata z Bełżca Julii Pępiak, Cecylii i Macieja Brogowskich oraz nieznanej z imienia kobiety, która uratowała Henryka Zvi Lufta przed śmiercią w niemieckim obozie zagłady w Bełżcu.
Zmarł w 2019.